# Emporomyia kaufmanni
Emporomyia kaufmanni är en tvåvingeart som beskrevs av Brauer och Julius Edler von Bergenstamm 1891. Emporomyia kaufmanni ingår i släktet Emporomyia och familjen parasitflugor. Inga underarter finns listade i Catalogue of Life.